# OFK Titograd Podgorica
El Omladinski Fudbalski Klub Titograd Podgorica (en español: Club de Fútbol Juvenil Titograd de Podgorica), anteriormente conocido como Mladost Podgorica, es un club de fútbol de la ciudad de Podgorica en Montenegro. En la actualidad el club juega en la Tercera División de Montenegro. El club es considerado uno de los mejores de la ciudad de Podgorica, tan solo por detrás del Fudbalski Klub Budućnost y últimamente a un nivel similar al del Fudbalski Klub Zeta.

## Historia
El club fue fundado en el 1951 bajo el nombre de OFK Titograd y ganó varias Copas de Montenegro. En 1992 el club adoptó su nombre a Mladost y durante los últimos años casi siempre ha disputado sus partidos en la Segunda División de la República Federal Socialista de Yugoslavia. El equipo tiene además el récord de la mayor goleada a favor en la Tercera División de Montenegro (15-0 al FK Iskra en la temporada 1997/98).
El resultado más significativo en la historia del Mladost fue en la Primera Liga Montenegrina 2015-16. Después de la dura lucha con los rivales de la ciudad del FK Budućnost, Mladost ganó el título de campeón montenegrino, el primero de su historia. Mladost tuvo un gran éxito al ganar los tres derbi de campeonato contra Budućnost (2-0; 3-1; 2-1).
En verano de 2016, Mladost jugó su primera temporada en la UEFA Champions League, pero fue eliminado al comienzo de las eliminatorias, contra el Ludogorets Razgrad (0-3; 0-2).
El tercer trofeo nacional en la historia del Mladost fue en la Copa Montenegrina 2017-18. Durante la competencia, eliminaron a los rivales vecinos del FK Budućnost y en la final de la Copa ganó contra Igalo (2:0). En junio de 2018 el club regreso a su antiguo nombre de OFK Titograd y cambió su escudo.
| Periodo   | Nombre       | Denominación completa                |
| --------- | ------------ | ------------------------------------ |
| 1951–1960 | FK Mladost   | Fudbalski klub "Mladost" Titograd    |
| 1960–1992 | OFK Titograd | Omladinski fudbalski klub "Titograd" |
| 1992–2018 | FK Mladost   | Fudbalski klub "Mladost" Podgorica   |
| 2018–     | OFK Titograd | Omladinski fudbalski klub "Titograd" |

## Uniforme
- Uniforme titular: Camiseta blanca, pantalón blanco y medias rojas.
- Uniforme alternativo: Camiseta roja, pantalón rojo y medias blancas.

## Estadio
El club disputa sus partidos como local en el Estadio Cvijetni Brijeg que fue reconstruido en el 1997, la capacidad de este recinto es de 1.500 espectadores todos sentados. Además el estadio cuenta con cafeterías y bares incorporados.

## Jugadores

### Plantilla 2017-18
Actualizado el 12 de marzo del 2018

### Jugadores destacados
- Dejan Savićević
- Stevan Jovetić
- Predrag Mijatović

## Palmarés
- Primera División de Montenegro: 1

2016
- Segunda División de Montenegro: 1

2010
- Copa de Montenegro: 2

2015, 2018
- Tercera Liga de Yugoslavia: 11

1959, 1961, 1962, 1964, 1967, 1968, 1975, 1979, 1984, 1987, 1999

## Participación en competiciones de la UEFA
| Temporada | Torneo                | Ronda            | Club         | Casa | Visita | Global  |
| --------- | --------------------- | ---------------- | ------------ | ---- | ------ | ------- |
| 2013–14   | UEFA Europa League    | Clasificatoria 1 | Videoton FC  | 1–0  | 1–2    | 2–2 (a) |
| 2013–14   | UEFA Europa League    | Clasificatoria 2 | FK Senica    | 2–2  | 1–0    | 3–2     |
| 2013–14   | UEFA Europa League    | Clasificatoria 3 | Sevilla      | 1–6  | 0–3    | 1–9     |
| 2015–16   | UEFA Europa League    | Clasificatoria 1 | Neftchi Baku | 1–1  | 2–2    | 3–3 (a) |
| 2015–16   | UEFA Europa League    | Clasificatoria 2 | FK Kukësi    | 2–4  | 1–0    | 3–4     |
| 2016–17   | UEFA Champions League | Clasificatoria 2 | Ludogorets   | 0–3  | 0–2    | 0–5     |
| 2017-18   | UEFA Europa League    | Clasificatoria 1 | Gandzasar    | 1–0  | 3–0    | 4–0     |
| 2017-18   | UEFA Europa League    | Clasificatoria 2 | Sturm Graz   | 0–3  | 1–0    | 1–3     |
| 2018-19   | UEFA Europa League    | Clasificatoria 1 | B36 Tórshavn | 1–2  | 0–0    | 1–2     |
| 2019-20   | UEFA Europa League    | Clasificatoria 1 | CSKA Sofía   | 0–0  | 0–4    | 0–4     |